# Huellas del pasado (álbum)
Huellas del pasado es el decimotercer álbum de estudio de la orquesta de salsa colombiana Niche, publicado el 31 de marzo de 1995 por Codiscos. Sus mayores éxitos fueron Se me parte el corazón, Gotas de lluvia y Es mejor no despertar.  Este es el último disco con la participación de Charlie Cardona.

## Antecedentes
A finales de 1993, el cantante Willy García es contratado por Jairo Varela para ser el productor vocal de Niche Estudios. Esto como medida a las constantes giras del Grupo, que dejaban sin tiempo a Varela para cumplir con sus obligaciones como productor.
Durante 1994, Jairo Varela le encarga hacer un demo del tema "Gotas de lluvia" para Charlie Cardona, ya que este último no se había aprendido la letra por las numerosas giras del grupo. El director queda maravillado con el tema y al día siguiente de la grabación del demo, presenta a Willy García como nuevo vocalista de Niche.
A mediados de 1995, Jairo Varela y Charlie Cardona, hablan de la renovación de su contrato. La idea y costumbre que había tenido el director del grupo, era de hacer un contrato de 5 años a sus vocalistas. Pero a Cardona le parecía mucho tiempo, por lo que se niega a renovar, sumándose a sus deseos de ser posiblemente solista. Esto conlleva a que Jairo Varela decida grabar solo un tema con Cardona y de paso otorgarle la voz líder de la agrupación a  Willy García.

## Lista de canciones
Todas las canciones escritas y compuestas por Jairo Varela. 
| Lado A |                                    |                                               |          |  |
| N.º    | Título                             | Intérprete(s)                                 | Duración |  |
| 1.     | «Gotas de lluvia»                  | Willy García                                  | 5:59     |  |
| 2.     | «Balseros: Testimonio de libertad» | Willy García, Javier Vásquez, Carlos Guerrero | 5:35     |  |
| 3.     | «Lo bonito y lo feo»               | Willy García                                  | 4:57     |  |
| 4.     | «Es mejor no despertar»            | Charlie Cardona                               | 5:07     |  |

| Lado B |                          |                                 |          |  |
| N.º    | Título                   | Intérprete(s)                   | Duración |  |
| 1.     | «Se me parte el corazón» | Willy García                    | 5:02     |  |
| 2.     | «Verdades que saben»     | Willy García                    | 5:35     |  |
| 3.     | «Solamente tú»           | Willy García                    | 4:56     |  |
| 4.     | «Bájame uno»             | Javier Vásquez, Carlos Guerrero | 5:55     |  |

## Créditos

### Músicos
- Bajo: Daniel Silva
- Cantantes: Willy García, Javier Vásquez, Carlos Guerrero, Charlie Cardona
- Coro: Andrés Viáfara, Diana Serna, Willy García, Richie Valdés, Javier Vásquez, Jairo Varela, Daniel Silva, Carlos Guerrero
- Percusión: Douglas Guevara
- Piano: Carlos Vivas, Julio Abadía (en "Verdades Que Saben")
- Teclado: Carlos Vivas
- Trombón 1 y 2: Leo Aguirre
- Trompeta 1, 2 y 3: José Aguirre

### Producción
- Arreglos, concepto general y producción musical: Jairo Varela
- Dirección musical en estudio: Jairo Varela y José Aguirre
- Armonización: José Aguirre
- Efectos: Douglas Guevara
- Ingeniero de grabación: Guido Machado
- Asistente de grabación: Guillermo Varela
- Mezcla: Jairo Varela, Guido Machado